# Arlington (Ohio)
Arlington és una població dels Estats Units a l'estat d'Ohio. Segons el cens del 2000 tenia 1.351 habitants.

## Demografia
Segons el cens del 2000, Arlington tenia 1.351 habitants, 520 habitatges, i 361 famílies. La densitat de població era de 714,6 habitants/km².
Dels 520 habitatges en un 36,2% hi vivien nens de menys de 18 anys, en un 59,8% hi vivien parelles casades, en un 6,5% dones solteres, i en un 30,4% no eren unitats familiars. En el 27,7% dels habitatges hi vivien persones soles el 18,1% de les quals corresponia a persones de 65 anys o més que vivien soles. El nombre mitjà de persones vivint en cada habitatge era de 2,49 i el nombre mitjà de persones que vivien en cada família era de 3,07.
Per edats la població es repartia de la següent manera: un 26,9% tenia menys de 18 anys, un 7,8% entre 18 i 24, un 28,3% entre 25 i 44, un 18,1% de 45 a 60 i un 18,8% 65 anys o més.
L'edat mediana era de 38 anys. Per cada 100 dones de 18 o més anys hi havia 81,3 homes.
La renda mediana per habitatge era de 39.115 $ i la renda mediana per família de 51.324 $. Els homes tenien una renda mediana de 36.118 $ mentre que les dones 22.917 $. La renda per capita de la població era de 18.333 $. Aproximadament el 3,9% de les famílies i el 5,4% de la població estaven per davall del llindar de pobresa.

## Poblacions més properes
El següent diagrama mostra les poblacions més properes.